# ロッテケミカル
ロッテケミカル株式会社 は、韓国の総合化学メーカーである。ロッテグループに属する。

## 沿革
- 1976年 - 湖南石油化学株式会社を 設立。
- 1980年 - ロッテグループに買収、民営化。
- 1991年 - 株式公開。
- 2012年 - 現商号に改称。
- 2016年 - サムスンSDI化学部門、サムスン精密化学、サムスンBP化学など サムスングループの化学関連業種すべて買収。

## 生産品目
- NCC
- ECC
- HDPE（高密度ポリエチレン）
- LDPE（低密度ポリエチレン）
- ABS（アクリロニトリル・ブタジエン・スチレン）